# Monès Chéry
Monès Chéry   (Haití, 12 de febrer de 1981) és un futbolista haitià de la dècada de 2010.
Fou internacional amb la selecció d'Haití. Pel que fa a clubs, destacà aRacing Club Haïtien.